# Pygochelidon
Pygochelidon — рід горобцеподібних птахів родини ластівкових (Hirundinidae). Представники цього роду мешкають в Центральній і Південній Америці. Раніше їх відносили до родів Notiochelidon і Atticora, однак були переведені до відновленого роду Pygochelidon за результатами молекулярно-філогенетичного дослідження 2005 року.

## Види
Виділяють два види:
- Ластовиця патагонська (Pygochelidon cyanoleuca)
- Ластівка чорношия (Pygochelidon melanoleuca)

## Етимологія
Наукова назва роду Pygochelidon походить від сполучення слів дав.-гр. πυγη — гузка і χελιδων — ластівка.